# Kwarantanna (medycyna)
Kwarantanna – przymusowe czasowe odosobnienie (z łac. quarantena, wł. quaranta giorni, czyli 40 dni) ludzi, zwierząt, roślin lub towarów, co do których istnieje podejrzenie, że mogą być roznosicielami chorób zakaźnych. Stosuje się w celu zapobieżenia rozprzestrzeniania się epidemii lub epizootii. Nazwa pochodzi od trwającego do 40 dni okresu, podczas którego przybysze do Republiki Raguzy byli oddzielani od mieszkańców.
Ustawa z dnia 5 grudnia 2008 r. o zapobieganiu oraz zwalczaniu chorób zakaźnych u ludzi definiuje kwarantannę jako: „odosobnienie osoby zdrowej, która była narażona na zakażenie, w celu zapobieżenia szerzeniu się chorób szczególnie niebezpiecznych i wysoce zakaźnych” (Dz.U. z 2023 r. poz. 1284). Kwarantanna dotyczy osób zdrowych, natomiast odosobnienie osób chorych na chorobę zakaźną lub podejrzanych o chorobę zakaźną nazywane jest izolacją. 
Z kolei ustawa z dnia 11 marca 2004 r. o ochronie zdrowia zwierząt oraz zwalczaniu chorób zakaźnych zwierząt definiuje kwarantannę jako: „odosobnienie zwierząt w celu ich obserwacji lub badania, które ma na celu wykluczenie możliwości przeniesienia lub rozprzestrzenienia choroby zakaźnej zwierząt” (Dz.U. z 2023 r. poz. 1075). Odpowiednikiem kwarantanny dla zwierząt chorych i podejrzanych o chorobę zakaźną jest odosobnienie.
Najstarszy udokumentowany przypadek tymczasowego odosobnienia grupy podejrzanej o chorobę pochodzi z 1374 z Reggio nell’Emilia.